# Swarthmore
Swarthmore és un borough situat al comtat de Delaware a l'estat de Pennsilvània. L'any 2017 tenia 6,257 habitants. Swarthmore va ser originalment anomenat "Westdale" en honor del destacat pintor Benjamin West, que va ser un dels primers residents de la ciutat. El nom es va canviar a "Swarthmore" després de la creació de la Universitat de Swarthmore.

## Història
El districte formava part del municipi de Springfield i va créixer al voltant de la Universitat de Swarthmore, que va ser fundat el 1864. L'arribada del servei de ferrocarril de passatgers de Filadèlfia en la dècada de 1880 va millorar considerablement la conveniència del municipi com a suburbi i el barri va ser incorporat el 1893.
La casa de Ogden i el lloc de naixement de Benjamin West figuren en el Registre Nacional de Llocs Històrics.

## Geografia
Swarthmore es troba al comtat de Delaware, a l'est i el centre, a 39 ° 54'6 "N 75 ° 20'49" W (39.901788, -75.347083). Està vorejat al nord, a l'est i al sud-oest pel municipi de Springfield, al sud-est per la ciutat de Ridley, i cap a l'oest pel municipi de Nether Providence. Crum Creek, afluent sud del riu Delaware, forma la frontera occidental del municipi.
Segons l'Oficina del Cens dels Estats Units, el municipi de Swarthmore té una superfície total de 3,63 km².